# Mnioes leucozona
Mnioes leucozona là một loài tò vò trong họ Ichneumonidae.